# Emilio Perinetti
Emilio Perinetti (Piacenza, 15 febbraio 1853 – Castell'Arquato, 27 luglio 1936) è stato un pittore italiano.

## Biografia
Studiò dapprima nella scuola d'arte Gazzola di Piacenza, poi con il pittore Lorenzo Toncini e infine con Giovanni Bernardino Pollinari. Oltre che di ritratti e di paesaggi - tra i quali è apprezzato il Lavandaie della Galleria Ricci Oddi di Piacenza -  fu autore di soggetti sacri: un Martirio di San Bartolomeo (1895) per la chiesa di Macerato di Perino, due ovali rappresentanti Sant'Alfredo e Santa Rosa (1920) per l'Oratorio della Santissima Annunziata di Lugagnano Val D'Arda e altri due con una Sacra Famiglia (1929) e una Santa Filomena (1930).